# Саксаганский район
Саксага́нский район (укр. Саксаганський район) — административно-территориальная единица, район в центральной части города Кривой Рог Днепропетровской области Украины.

## История
Район образован 13 ноября 1975 года Указом Президиума Верховного Совета Украинской ССР.
Для образования района были выбраны части Дзержинского, Жовтневого и Центрально-Городского районов. Решением исполкома Криворожского городского совета от 18 ноября 1975 года определены его границы: территорией района стали жилые массивы рудоуправлений имени Кирова и имени Карла Либкнехта, часть жилого массива рудоуправления имени Ф. Э. Дзержинского, северная часть Долгинцево и жилой массив по улице Днепропетровское шоссе. В 1979 году часть территории Саксаганского района вошла в состав новообразованного Долгинцевского района.

## Население
Население по состоянию на 2006 год — 152 235 человек.

### Языковой состав
Родной язык населения по данным переписи 2001 года:
| Язык       | Численность, чел. | Доля    |
| ---------- | ----------------- | ------- |
| Украинский | 102 079           | 68,91 % |
| Русский    | 42 851            | 28,93 % |
| Другое     | 3 200             | 2,16 %  |
| Итого      | 148 130           | 100 %   |

## Характеристика
По большей части расположен на левом берегу реки Саксагань. На севере граничит с Покровским районом, на востоке — с Долгинцевским, на юге — с Металлургическим, на западе — с Центрально-Городским. Наименьший по площади и наибольший по населению район города.
Площадь района составляет 39,8 км².

### Достопримечательности
- Памятник рабочим и служащим рудоуправления имени С. М. Кирова;
- Памятник рабочим и служащим рудоуправления имени Карла Либкнехта;
- Сквер «Цветок Кривбасса»;
- Геологические памятники природы «Сланцевые скалы» и «Выходы амфиболитов»;
- Братская могила советских воинов (Деконское кладбище).

### Исторические и жилые районы
Горняцкий микрорайон, Солнечный микрорайон, Юбилейный микрорайон, Вечерний Бульвар, Покровское, Юность, Мудрёная, имени Артёма, имени Карла Либкнехта, Екатериновка и Деконка, Балка Ковальская, Шмаково.
Проспекты:
Проспект 200-летия Кривого Рога, Университетский проспект (частично), проспект Мира (частично).
Площади:
Площадь Владимира Великого, площадь Шахтёрской славы, площадь Александра Химиченко (30-летия победы).
Улицы и переулки:
- ул. Владимира Зинченко (Быкова);
- ул. Свободной Ичкерии;
- ул. Владимира Великого[укр.] (центральная улица района);
- Екатериновская ул.;
- ул. Джохара Дудаева;
- ул. Ивана Авраменко;
- ул. Святителя Василия Великого (Качалова);
- ул. Космонавтов;
- ул. Виктора Оцерклевича (часть);
- ул. Павла Глазового;
- ул. Святителя Григория Богослова (Софьи Перовской);
- ул. Ярослава Мудрого;
- Парковая ул.;
- ул. Лётчиков;
- Творческая ул. (Упита);
- Светлогорская ул.;
- ул. Алексея Резниченко (Содружества);
- Спасовская ул. (Спасская);
- ул. Тесленко;
- ул. Генерала Радиевского;
- Бульварный пер.;
- Покровская ул.;
- другие.

### Искусство и культура
Дворец культуры имени Александра Поля, Дворец культуры «Саксагань», Театр кукол, кинотеатр «Олимп».

### Парки
Саксаганский парк, сквер Героев Чернобыля, Рудановский парк.

### Торговля и туризм
- Торговые комплексы «Солнечная галерея», «Эпицентр», METRO Cash & Carry, Fozzy Group, «Сильпо», Auchan, «АТБ-Маркет» и другие.

### Образование
- Криворожский колледж торговли и гостинично-ресторанного бизнеса.

### Спорт
- Спортивные комплексы: «Горняк», «КБ-75», «РУ имени Кирова», «Барс»
- Стадионы: «им. Артёма», «Горняк», «ш. Родина»
- Бассейны: «им. Артёма», «Горняк», «КБ-75».

### Религия
- Спасо-Преображенский кафедральный собор;
- Храм Иверской иконы Божией Матери.

### Предприятия
- шахта «Артём-1»;
- шахта «Артём-2»;
- шахта «Криворожская»;
- шахта «Северная»;
- шахта «Восточная»;
- шахта «Гигант-Глубокая»;
- ЧАО «КОРУМ Криворожский завод горного оборудования» (бывший «КЦРЗ»);
- КП «Криворожкнига».

### Транспорт
Транспорт в районе представлен сетью автобусных и троллейбусных маршрутов и маршрутных такси. По территории района проходит линия скоростного трамвая со станциями Мудрёная, Вечерний бульвар, Городская больница, Солнечная, Площадь Труда. В районе есть две железнодорожные станции — Мудрёная и Шмаково.